# Furacão Ava
O Furacão Ava foi um dos mais fortes ciclones tropicais já registrados no nordeste do Oceano Pacífico. Foi a primeira tempestade nomeada da temporada de furacões no Pacífico de 1973. Formando no início de junho, o furacão Ava chegou a intensidade de categoria 5, a mais alta na escala de furacões de Saffir-Simpson, ainda naquele mês, sendo o primeiro furacão do Pacífico a fazê-lo em junho. A sua pressão central tornou o mais intenso furacão do Pacífico já registrado á época. Apesar de sua intensidade, o furacão Ava ficou sempre sobre o mar, de modo que não houve impacto significativo.